# Ligne 8 du tramway de Prague
Pour les articles homonymes, voir Ligne 8.
La ligne 8 du tramway de Prague est une ligne de tramway  qui relie Harfa à Hradčanská.

## Tracé et stations
La ligne 8 relie Harfa (au Nord-Est de la ville) à Hradčanská (au Centre). En pratique, la ligne est souvent prolongée au-delà de Hradčanská, jusque Sídliště Barrandov (au Sud) : sur ce tronçon, la ligne est numérotée "20".

### Les stations
|  |   |  | Stations                                       | Districts municipaux desservis                 | Correspondances  |
|  | - |  | ---------------------------------------------- | ---------------------------------------------- | ---------------- |
|  | o |  | Harfa                                          | Prague 9                                       |                  |
|  | o |  | Nádraží Libeň                                  | Prague 9                                       |                  |
|  | o |  | Multiaréna Praha                               | Prague 9                                       |                  |
|  | o |  | Ocelářská                                      | Prague 9                                       |                  |
|  | o |  | Balabenka                                      | Prague 9                                       |                  |
|  | o |  | Palmovka                                       | Prague 8                                       | 1 3 10 12 16     |
|  | o |  | Invalidovna                                    | Prague 8                                       | 3                |
|  | o |  | Urxova                                         | Prague 8                                       | 3                |
|  | o |  | Křižíkova                                      | Prague 8                                       | 3                |
|  | o |  | Karlínské náměstí                              | Prague 8                                       | 3                |
|  | o |  | Florenc                                        | Prague 8                                       | 3                |
|  | o |  | Bílá labuť                                     | Prague 1                                       | 3 14             |
|  | o |  | Náměstí Republiky                              | Prague 1                                       | 5 24 26          |
|  | o |  | Dlouhá třída                                   | Prague 1                                       | 5 24 26          |
|  | ↑ |  | Nábřeží Kapitána Jaroše                        | Prague 7                                       | 17 24 26         |
|  | o |  | Strossmayerovo náměstí                         | Prague 7                                       | 1 12 17 24 25 26 |
|  | o |  | Kamenická                                      | Prague 7                                       | 1 12 25 26       |
|  | o |  | Letenské náměstí                               | Prague 7                                       | 1 12 25 26       |
|  | ↓ |  | Korunovační                                    | Prague 7                                       | 1 12 25 26       |
|  | o |  | Sparta                                         | Prague 7                                       | 1 12 25 26       |
|  | o |  | Hradčanská                                     | Prague 7                                       | 1 5 12 20 25     |
|  | o |  | Malostranská                                   | Prague 1                                       | 5 12 18 20 22    |
|  | ↓ |  | Vers Sídliště Barrandov, en tant que ligne 20. | Vers Sídliště Barrandov, en tant que ligne 20. |                  |

## Exploitation de la ligne
La ligne 8 est exploitée par Dopravní podnik hlavního města Prahy, la société des transports publics de la ville de Prague. Les tramways poursuivent leur route au-delà de Hradčanská, jusque Sídliště Barrandov : sur ce tronçon, ils prennent le n° 20. Le dimanche, la ligne circule parfois entre Harfa et Malostranská (soit un arrêt après Hradčanská), sans jamais aller au-delà.
L'arrêt Nábřeží Kapitána Jaroše n'est desservi qu'en direction de Harfa. Tandis que l'arrêt Korunovační n'est desservi qu'en direction de Hradčanská et Malostranská.